# 偏岩河
偏岩河，是中国长江流域的一条河流，汇入乌江中游左岸，属于乌江水系。河长139千米，流域面积2234平方千米，多年平均流量29立方米每秒。自然落差830米。水能理论蕴藏量1万千瓦。